# 科西尼亚诺
科西尼亚诺（義大利語：Cossignano），是意大利阿斯科利皮切诺省的一个市镇。总面积15.06平方公里，人口1023人，人口密度67.9人/平方公里（2009年）。ISTAT代码为044016。